# Фінал кубка СРСР з футболу 1988
47-й фінал кубка СРСР з футболу відбувся на стадіоні «Динамо» в Москві 28 травня 1988 року. У грі брали участь харківський «Металіст» і московське «Торпедо».

## Претенденти
- «Торпедо» (Москва) — триразовий чемпіон СРСР (1960, 1965, 1976о), шестиразовий володар кубка СРСР (1949, 1952, 1960, 1968, 1972, 1986).
- «Металіст» (Харків) — фіналіст кубка СРСР (1983).

## Шлях до фіналу
| «Металіст»        | «Металіст»      | Етап    | «Торпедо»     | «Торпедо»       |
| ----------------- | --------------- | ------- | ------------- | --------------- |
|                   |                 |         |               |                 |
| Суперник          | Рахунок         | Плей-оф | Суперник      | Рахунок         |
| «Красна Пресня»   | 3-1 (д) 1-1 (г) | 1/16    | «Атлантас»    | 1-1 (д) 1-0 (г) |
| «Динамо» (Сухумі) | 3-0 (д) 1-2 (г) | 1/8     | ЦСКА (Москва) | 1-0 (г) 4-0 (д) |
| «Ротор»           | 1-0 (д)         | 1/4     | «Спартак»     | 1-0 (д)         |
| «Жальгіріс»       | 2-1 (г)         | 1/2     | «Дніпро»      | 1-0 (д)         |

На попередніх етапах у складах команд-фіналістів виступали:
«Металіст»: Юрій Сивуха, Ігор Кутепов, Руслан Колоколов, Микола Романчук, Іван Панчишин, Олег Деревинський, Олександр Іванов, Леонід Буряк, Віктор Ващенко, Ігор Якубовський, Юрій Тарасов, Гурам Аджоєв, Олександр Баранов, Віктор Яловський, Сергій Кузнецов, Юрій Махиня, Віктор Сусло, Борис Деркач, Олександр Еней, Ігор Талько, Олександр Малишенко, Олександр Єсипов, Роман Хагба, Олег Морозов.
«Торпедо»: Дмитро Харін, Валерій Саричев, Олексій Прудников, Олександр Полукаров, Геннадій Гришин, Валентин Ковач, Сергій Пригода, Валерій Шавейко, Дмитро Чугунов, Сергій Шавло, Юрій Савичев, Микола Писарєв, Володимир Кобзєв, Володимир Гречнєв, Олег Ширинбеков, Сергій Агашков, Сергій Бодак, Володимир Галайба, Микола Савичев, Вадим Роговський, Сергій Жуков, Олексій Єременко, Андрій Рудаков.

## Деталі матчу
| 28 травня 1988 |

| «Металіст» (Харків)                           | 2 – 0    | «Торпедо» (Москва) |
| --------------------------------------------- | -------- | ------------------ |
| Гурам Аджоєв 22' (пен.) Олександр Баранов 61' | Протокол |                    |

| «Динамо» (Москва) Глядачів: 30 000 Арбітр: Іван Тимошенко (Ростов) |

| «Металіст» | «Торпедо» |

|               |                   |     |
|               |                   |     |
| ВР            | Ігор Кутепов      |     |
| ЗХ            | Руслан Колоколов  | 51' |
| ЗХ            | Микола Романчук   |     |
| ЗХ            | Іван Панчишин     |     |
| ЗХ            | Олег Деревинський |     |
| ПЗ            | Олександр Іванов  | 79' |
| ПЗ            | Леонід Буряк      |     |
| ПЗ            | Віктор Ващенко    | 46' |
| ПЗ            | Ігор Якубовський  |     |
| НП            | Юрій Тарасов      | ?'  |
| НП            | Гурам Аджоєв      |     |
| Запасні:      |                   |     |
| ПЗ            | Олександр Баранов | 46' |
| ЗХ            | Віктор Яловський  | 51' |
| НП            | Роман Хагба       | 79' |
| Тренер:       |                   |     |
| Євген Лемешко |                   |     |

|                 |                     |     |
|                 |                     |     |
| ВР              | Валерій Саричев     |     |
| ЗХ              | Олександр Полукаров |     |
| ЗХ              | Валентин Ковач      |     |
| ЗХ              | Сергій Пригода      |     |
| ЗХ              | Вадим Роговський    |     |
| ПЗ              | Олексій Єременко    | 48' |
| ПЗ              | Андрій Рудаков      | 38' |
| ПЗ              | Микола Савичев      | 63' |
| НП              | Володимир Кобзєв    |     |
| НП              | Олег Ширинбеков     |     |
| НП              | Сергій Агашков      |     |
| Запасні:        |                     |     |
| НП              | Микола Писарєв      | 38' |
| ПЗ              | Геннадій Гришин     | 48' |
| ПЗ              | Сергій Жуков        | 63' |
| Тренер:         |                     |     |
| Валентин Іванов |                     |     |